# Szwadron Milicji Konnej Ziemi Wiskiej
Szwadron Milicji Konnej Ziemi Wiskiej – polski oddział kawalerii wchodzący w skład wojsk powstańczych okresu insurekcji kościuszkowskiej.

## Formowanie
Szwadron sformowany został w sierpniu 1794 na ziemi wiskiej przez generała majora Chryzantego Opackiego. 8 września szwadron przybył na front nadnarwiański. 3 października liczył 80 „szabel”. 

## Żołnierze szwadronu
Organizatorem szwadronu był generał major ziemi wiskiej Chryzantem Opacki, a jego dowódcą por. Józef Kamiński. Ponadto w szwadronie służył chor. Onufry Ordyniec. 